# 久武雅夫
久武 雅夫（ひさたけ まさお、1903年（明治36年）9月24日 - 2003年（平成15年）10月8日）は、日本の経済学者。専門は数理経済学。学位は、経済学博士（1958年）（学位論文「価格理論の基礎」）。一橋大学名誉教授。国際基督教大学第3代学長。

## 来歴
高知県生まれ。東京商科大学（現一橋大学）卒、同教授、一橋大学教授、1951年に佐藤信吉らと商業数学研究会（のちの日本経営数学会）を設立。1958年「価格理論の基礎」で経済学博士の学位を取得。1965年定年退官、名誉教授、1967年から69年まで国際基督教大学学長、名誉教授、駒澤大学教授、1981年定年。日本数理経済学会会長。2003年10月8日、急性呼吸不全のため川崎市川崎区の病院で死去。100歳没。指導学生に藤田忠（元国際基督教大学教授）など。

## 著書
- 数理経済学序説 東洋経済新報社 1947 (現代経済学叢書)
- 会計数理 資産評価の数理とその応用 日本経済社 1949
- 経済学研究者のための数学入門 春秋社 1949
- ワルラス「純粋経済学」 春秋社 1949 (春秋社経済学選書)
- 商業数学 新紀元社 1951
- 商業計算提要 同文館 1951
- 数理経済学 新紀元社 1951
- 会計の数学 日本経済社 1952
- 数理経済学原理 日本評論新社 1955
- 経営数学入門 青林書院新社 1963
- 価格理論の基礎 東洋経済新報社 1964
- 経営のための基礎数学 東洋経済新報社 1976 (経営のための数学)

## 共著
- 商業算術提要 伊藤正一共著 巌松堂書店 1934
- 高等商業算術提要 上巻 伊藤正一共著 3訂4版 巌松堂書店 1939
- 企業計算の理論及方法 山田勇共著 巌松堂 1943
- 基本商業経済 深見義一、久保村隆祐共著 春秋社 1954 (商経基本全集)
- 価格理論 巽博一共著 春秋社 1955 (現代経済学全集)
- 経営計算ハンドブック 伊大知良太郎、古川栄一共編 ダイヤモンド社 1955
- 近代経済学基本用語辞典 小泉明共編著 春秋社 1956
- 企業の数学 加藤国一郎共著 千倉書房 1956
- 経済分析シムポジウム 第1-8 山田雄三共編 日本評論新社 1957
- リニアー・プログラミング入門 理論と例解 片岡信二共著 白桃書房 1957
- 経営数学 ビジネス・マセマティックス 佐藤信吉共編 青林書院 1960 (経営学全集)
- 商業計算 杉原勇太郎共著 中央経済社 1963 (商業実務教育シリーズ)
- 近代経済学用語辞典 小泉明、長沢惟恭共編著 広文社 1967
- 経営数学小辞典 佐藤信吉共編著 中央経済社 1970

## 翻訳
- 価値と価格の理論の数学的研究 アーヴィング・フィシアー 裳華房 1933
- 純粋経済学要論 社会的富の理論 レオン・ワルラス 岩波書店 1983.5